# Комитет по этике публикаций
Комитет по этике публикаций (англ. Committee on Publication Ethics — «Комитет по публикационной этике», COPE) — некоммерческая организация, созданная в 1997 году группой редакторов медицинских журналов в Великобритании. Целью новой организации была заявлена помощь редакторам и издательствам.

## Цель
COPE обучает и поддерживает редакторов, издателей с целью развития культуры публикации. Комитет работает для своих членов как площадка для обсуждения. Издается ежемесячный информационный бюллетень.
Комитет собирается ежеквартально, среди тем этих встреч — обсуждение сложных случаев в практике членов комитета.

## История
Комитет по этике публикаций был создан в 1997 году в Великобритании на фоне растущих опасений научного сообщества, что неэтичные поступки и публикации бросят тень не только на совершивших их, но и на институты, ассоциированные с виновными в неэтичных поступках, и, более того, на имидж страны.
Для редакторов академических журналов и других лиц было открыто платное членство, стоимость которого зависит от типа членства.
К 2009 году на основе рекомендаций комитета по этике публикаций в ведущих научных издательствах были сформированы руководящие принципы для отзыва публикаций.
В 2013 году членами комитета были ведущие издательства: Elsevier, Wiley-Blackwell, Springer, Taylor & Francis, Palgrave Macmillan, Wolters Kluwer.
На 2021 год COPE возглавляла Дебора Пофф.

## Структура
COPE управляется Попечительским советом, который несёт ответственность за финансовые, юридические и деловые операции организации.